# Adelina Patti
Adelina Juana Maria Patti (ur. 19 lutego 1843 w Madrycie, zm. 27 września 1919 w Brecon) – włoska śpiewaczka sopranowa.

## Życiorys
Urodziła się w gmachu Opery w Madrycie, gdzie występowała jej matka – włoska śpiewaczka Caterina Chiesa Barilli. Gdy miała sześć lat rodzina przeniosła się do USA. Jako ośmioletnia dziewczynka występowała na koncertach w Nowym Jorku, a 24 listopada 1859 debiutowała tam w głównej roli w Łucji z Lammermooru Gaetano Donizettiego.
W 1860 odbyła tournée po USA, od 1861 rozpoczęły się jej triumfalne występy na scenach Londynu, Paryża, Madrytu, Petersburga, Wiednia i Berlina. We Włoszech pojawiła się w 1866 śpiewając w Mediolanie, Rzymie i Neapolu. W latach 1872–1877 odbyła z Wieniawskim i Antonim Rubinsteinem pełne sukcesów tournée po Ameryce Północnej.
Śpiewała również u boku polskiego tenora Jana Reszke. Od 1874 jej partnerem scenicznym (a od 1886 również życiowym - dla niego rozwiodła się z markizem de Caux) był francuski tenor Ernesto Nicolini.
Była najlepiej opłacaną śpiewaczką w swoich czasach, np. za występ w Nowym Jorku otrzymała 5000 dolarów w złocie. Jej kariera śpiewacza trwała 56 lat. Ostatnie lata życia spędziła w zakupionym przez siebie zamku Craig-y-Nos Castle w Walii. Zmarła 27 września 1919 w swojej posiadłości. Została pochowana w Paryżu.
Jej repertuar obejmował przede wszystkim partie koloraturowe oraz liryczne, a także dramatyczne.